# (31885) Greggweger
2000 FJ32 (asteroide 31885) é um asteroide da cintura principal. Possui uma excentricidade de 0.14774770 e uma inclinação de 2.42478º.
Este asteroide foi descoberto no dia 29 de março de 2000 por LINEAR em Socorro.